# Distrikt San Vicente de Cañete
Der Distrikt San Vicente de Cañete liegt in der Provinz Cañete in der Region Lima im zentralen Westen Perus. Der Distrikt hat eine Fläche von 519 km². Beim Zensus 2017 lebten 54.775 Einwohner im Distrikt. Im Jahr 1993 betrug die Einwohnerzahl 32.548, im Jahr 2007 46.464. Verwaltungssitz ist die Provinzhauptstadt San Vicente de Cañete.

## Geographische Lage
Der Distrikt San Vicente de Cañete liegt im Südwesten der Provinz Cañete. Er erstreckt sich über einen 32 km langen Küstenabschnitt des Pazifischen Ozeans. Der Fluss Río Cañete durchquert den Norden des Distrikts und mündet ins Meer. Entlang des Flusslaufs wird bewässerte Landwirtschaft betrieben. Nördlich des Flusslaufs, an der nördlichen Distriktgrenze, liegt die Stadt San Vicente de Cañete. Im Süden des Distrikts herrscht Wüstenvegetation, im Osten reicht der Distrikt bis zu 26 km ins Landesinnere. Dort erheben sich die Ausläufer der peruanischen Westkordillere. Die Quebrada Topara bildet die südöstliche Distriktgrenze.
Der Distrikt San Vicente de Cañete grenzt im Nordwesten an den Distrikt San Luis, im Norden an die Distrikte Imperial, Nuevo Imperial und Lunahuaná. Im Südosten grenzt der Distrikt San Vicente de Cañete an die Distrikte Pueblo Nuevo und Grocio Prado, beide in der Provinz Chincha.